# NEW WORLD (FoZZtoneのアルバム)
『NEW WORLD』（ニューワールド）は、日本のロックバンド、FoZZtoneのアルバム。2011年7月6日発売。

## 概要
2010年に発売されたオーダーメイドアルバム『from the NEW WORLD』を経て、FoZZtone自身からの解答としてリリースされた2枚組アルバム。『from the NEW WORLD』の候補曲に加え(ただし「猿飛」は未収録)、新曲が追加された。
2枚のディスクにはそれぞれタイトルが付けられており、Disc-1は「ロードストーンズ」、Disc-2は「組曲 白鯨」である。Disc-1「ロードストーンズ」は『from the NEW WORLD』候補曲と新曲が収録されている。Disc-2「組曲 白鯨」は収録された6つのトラックで一つの組曲を成している。
歌詞カードのイラストと装丁は渡會が担当している。文庫本のようなデザインとなっており、歌詞にも小説の文のように読点、句読点が加えられている。

## 収録曲

### ロードストーンズ(Disc-1)
1. 口笛男
　本アルバムに先駆けて発売された『from the NEW WORLD × TOWER RECORDS』において初収録。
　歌詞は渡會の実体験に基づいて書かれている。
2. ENEMY
　本アルバムにおいて初収録。
3. 4D
　『from the NEW WORLD』候補曲。
　初収録時より、アウトロ終了後に「音楽」を思わせる演奏が追加されている。
4. レインメイカー
　『from the NEW WORLD』候補曲。
　前トラックより音が繋がっており、初収録時よりイントロ部分が若干異なっている。
5. ロードストーン〈North〉
　本アルバムにおいて初収録。
　「ロードストーン〈South〉」と内容において繋がりがある。こちらの方が先に出来ていた。
6. slow flicker
　『from the NEW WORLD』候補曲。
　初収録時より、イントロ部分が新たに追加されている。
7. Jaguar in the stream
　『from the NEW WORLD』候補曲。
　Lodestone Tourのきっかけとなった曲。
8. Stone in the black boots
　『from the NEW WORLD』候補曲。
　次トラックと音が繋がっている。
9. Sir Issac!
　本アルバムにおいて初収録。
　「Stone in the black boots」と連続させることを狙って作られている。
10. HELLO,C Q D
　『from the NEW WORLD』候補曲。
　この曲の本アルバム中での役目は、「どん底を意図的に作る」こと。
11. 海へ行かないか
　『from the NEW WORLD』候補曲。
12. ロードストーン〈South〉
　『from the NEW WORLD』候補曲。
　初収録時のタイトルは「ロードストーン」。初収録時のアウトロより後ろにさらにアウトロが追加されている。

### 組曲　白鯨(Disc-2)
1. Ishmael said
　『from the NEW WORLD』候補曲の「白鯨」の冒頭部分を独立させたもの。
2. 明くる朝 ～ HEY MR.BACKPACKER
　本アルバムにおいて初収録。
　なお、「HEY MR.BACKPACKER」については、ライブDVD「組曲 白鯨 Premium Live」に渡會と竹尾がツインボーカルを務めたバージョンが収録されている。
3. オシュグッド
　本アルバムにおいて初収録。
4. missing mass
　本アルバムにおいて初収録。
　渡會が「ほとんどやったことがなかった」と語るインストゥルメンタル曲。
5. Strike the sun ～ fanfare
　本アルバムにおいて初収録。
　ライブDVD「組曲 白鯨 Premium Live」に新たな歌詞が追加されたバージョンが収録されている。
6. tempestoso ～ coda
　『from the NEW WORLD』候補曲の「白鯨」の冒頭より後ろの部分を独立させたもの。